# Győrvár
Győrvár is een plaats (község) en gemeente in het Hongaarse comitaat Vas. Győrvár telt 714 inwoners (2001).